# Varese Football Club 2002-2003
Questa voce raccoglie le informazioni riguardanti il Varese Football Club nelle competizioni ufficiali della stagione 2002-2003.

## Stagione
La stagione 2002-2003 inizia per il Varese con gli addii dei pezzi pregiati che hanno fatto la fortuna della squadra nelle due stagioni precedenti: Filippo Carobbio passa all'AlbinoLeffe, Luis Fernando Centi al Lumezzane e Andrea Gasbarroni in Serie A alla Sampdoria, mentre passa alla Triestina il bomber Dino Fava Passaro che ha firmato 22 reti nelle ultime due stagioni. Persa anche la guida tecnica di Mario Beretta che va ad allenare la Ternana in Serie B e viene sostituito dall'esordiente Massimo Morales, che però si rivela molto sfortunato: infatti dopo 3 sconfitte nelle prime 3 giornate viene sostituito da Giorgio Roselli, già sulla panchina biancorossa dal 1997 al 1999. La stagione biancorossa iniziata male, poi si riassesta, si conclude con il 15º posto, ed il relativo Play-out da giocare contro la Carrarese, che vedono il Varese pareggiare (1-1) entrambe le gare e salvarsi solo grazie alla posizione in classifica a fine stagione, per entrambe chiusa con 30 punti, ma migliore rispetto a quella dei toscani, perché il Varese vince la gara di andata (2-0) e pareggia (0-0) nel ritorno a Carrara. Nella Coppa Italia di Serie C il Varese disputa il girone B di qualificazione, vinto dalla Valenzana, dove arriva solo la vittoria (1-0) sul Pavia.

## Organigramma societario
Area direttiva
- Presidente: Claudio Turri
- Amministratore delegato: Corrado Santoro

Area organizzativa
- Team Manager: Aniello Manganelli
- Responsabile relazioni esterne: Cristina Stecchi
- Segretario generale: Sandro Zaio
- Segretaria amministrativa: Carla Molinari

Area tecnica
- Direttore Sportivo: Massimo Londrosi
- Allenatore: Massimo Morales, dalla 4ª giornata Giorgio Roselli
- Allenatore in seconda: Antonello Sartorel
- Preparatore atletico: Emanuele Cannone

Area sanitaria
- Responsabile sanitario: dott. Marco Kogoj
- Medico sociale: dott. Fabio D'Angelo, dott. Marco De Pietri, dott. Carlo Montoli
- Massaggiatore: Gianni Passera

## Rosa
| N. |                      | Ruolo | Calciatore            |
| -- | -------------------- | ----- | --------------------- |
|    | Italia (bandiera)    | P     | Emiliano Dei          |
|    | Italia (bandiera)    | P     | Gioacchino Cavalliere |
|    | Argentina (bandiera) | P     | Nicolas Cinalli       |
|    | Italia (bandiera)    | P     | Giovanni Sannino      |
|    | Italia (bandiera)    | D     | Roberto Bandirali     |
|    | Italia (bandiera)    | D     | Tommaso Chiecchi      |
|    | Italia (bandiera)    | D     | Edoardo Gorini        |
|    | Italia (bandiera)    | D     | Alberto Gruttadauria  |
|    | Danimarca (bandiera) | D     | Lennart Larsen        |
|    | Italia (bandiera)    | D     | Alessandro Nigro      |
|    | Italia (bandiera)    | D     | Giovanni Nincheri     |
|    | Italia (bandiera)    | D     | Stefano Presotto      |
|    | Italia (bandiera)    | D     | Leandro Rinaudo       |
|    | Italia (bandiera)    | D     | Carlo Sassarini       |
|    | Italia (bandiera)    | D     | Ivan Tolotti          |
|    | Italia (bandiera)    | C     | Matteo Apolloni       |
|    | Italia (bandiera)    | C     | Salvatore Avallone    |
|    | Italia (bandiera)    | C     | Stefano Brognoli      |

| N. |                      | Ruolo | Calciatore           |
| -- | -------------------- | ----- | -------------------- |
|    | Italia (bandiera)    | C     | Pietro Ferraresso    |
|    | Italia (bandiera)    | C     | Stefano Garzon       |
|    | Italia (bandiera)    | C     | Giuliano Gentilini   |
|    | Danimarca (bandiera) | C     | Anders Nielsen       |
|    | Serbia (bandiera)    | C     | Srdjan Novkovic      |
|    | Italia (bandiera)    | C     | Gianluca Porro       |
|    | Italia (bandiera)    | C     | Mattia Rinaldini     |
|    | Italia (bandiera)    | C     | Maurizio Rinino      |
|    | Slovenia (bandiera)  | A     | Zlatko Zebic         |
|    | Francia (bandiera)   | A     | Mohamed Benhassen    |
|    | Italia (bandiera)    | A     | Michele De Simone    |
|    | Italia (bandiera)    | A     | Ernesto Fiumicelli   |
|    | Italia (bandiera)    | A     | Fabio Lorieri        |
|    | Italia (bandiera)    | A     | Rosario Majella      |
|    | Italia (bandiera)    | A     | Walter Mirabelli     |
|    | Italia (bandiera)    | A     | Alessandro Pellicori |
|    | Italia (bandiera)    | A     | Mauro Ragatzu        |
|    | Italia (bandiera)    | A     | Paolo Zirafa         |

## Calciomercato

### Sessione estiva
| Acquisti | Acquisti             | Acquisti         | Acquisti |
| R.       | Nome                 | da               | Modalità |
| -------- | -------------------- | ---------------- | -------- |
| P        | Gioacchino Cavaliere | Lucchese         |          |
| P        | Emiliano Dei         | Benevento        |          |
| D        | Lennart Larsen       | Frem             |          |
| D        | Alessandro Nigro     | Palmese          |          |
| D        | Stefano Presotto     | Castellettese    |          |
| D        | Leandro Rinaudo      | Palermo          |          |
| C        | Salvatore Avallone   | Nocerina         |          |
| C        | Stefano Brognoli     | Brescia          |          |
| C        | Piero Ferraresso     | Pro Patria       |          |
| C        | Giuliano Gentilini   | Lodigiani        |          |
| C        | Anders Nielsen       | Sparta Rotterdam |          |
| C        | Carlo Sassarini      | SPAL             |          |
| C        | Zlatko Zebic         | Loznica          |          |
| A        | Michele De Simone    | Frosinone        |          |
| A        | Fabio Lorieri        | Teramo           |          |
| A        | Rosario Majella      | Isernia          |          |
| A        | Walter Mirabelli     | Pro Vercelli     |          |
| A        | Mauro Ragatzu        | Cagliari         |          |

| Cessioni | Cessioni            | Cessioni    | Cessioni |
| R.       | Nome                | a           | Modalità |
| -------- | ------------------- | ----------- | -------- |
| P        | Paolo Castelli      | Prato       |          |
| D        | André-Joël Eboué    |             |          |
| D        | Mauro Bianchi       | Cesena      |          |
| D        | Josip Colina        |             |          |
| D        | Giuseppe Imburgia   | Spezia      |          |
| C        | Mauro Borghetti     | Monza       |          |
| C        | Filippo Carobbio    | AlbinoLeffe |          |
| C        | Luis Fernando Centi | Lumezzane   |          |
| C        | Daniele Dalla Bona  | Biellese    |          |
| C        | Andrea Gasbarroni   | Sampdoria   |          |
| C        | Adriano Panepinto   | Monza       |          |
| A        | Dino Fava Passaro   | Triestina   |          |
| A        | Alberto Gallo       | Trento      |          |
| A        | Mirco Gasparetto    | Prato       |          |

### Sessione invernale
| Acquisti | Acquisti             | Acquisti    | Acquisti |
| R.       | Nome                 | da          | Modalità |
| -------- | -------------------- | ----------- | -------- |
| D        | Tommaso Chiecchi     | Chievo      |          |
| D        | Alberto Gruttadauria | Alessandria |          |
| C        | Matteo Apolloni      | Chieti      |          |
| C        | Stefano Garzon       | Alessandria |          |
| C        | Gianluca Porro       | Prato       |          |
| A        | Alessandro Pellicori | Avellino    |          |
| A        | Paolo Zirafa         | Cosenza     |          |

| Cessioni | Cessioni          | Cessioni      | Cessioni |
| R.       | Nome              | a             | Modalità |
| -------- | ----------------- | ------------- | -------- |
| P        | Nicolas Cinalli   | Ragusa        |          |
| D        | Lennart Larsen    | AB Copenhagen |          |
| D        | Stefano Presotto  | Alessandria   |          |
| D        | Leandro Rinaudo   | Palermo       |          |
| C        | Stefano Brognoli  | Alessandria   |          |
| C        | Piero Ferraresso  | Legnano       |          |
| C        | Srdjan Novkovic   | Sangiovannese |          |
| C        | Mattia Rinaldini  | Prato         |          |
| A        | Michele De Simone | L'Aquila      |          |
| A        | Rosario Ma        | Gladiator     |          |

## Risultati

### Serie C1
| Arbitro: | Siragusa (Acireale) |

|                      |           |                     |
| De Simone 54’ (rig.) | Marcatori | 7’ Pisani 27’ Tatti |

| Arbitro: | Gava (Conegliano) |

|                           |           |               |
| Vigiani 19’ Cimarelli 31’ | Marcatori | 71’ De Simone |

| Arbitro: | Brunialti (Trento) |

|             |           |                                  |
| Ragatzu 70’ | Marcatori | 12’ Bellotto 51’ (rig.) Chianese |

| Arbitro: | Torella (Roma) |

|                    |           |            |
| Bonazzi 89’ (rig.) | Marcatori | 9’ Ragatzu |

| Arbitro: | Rodomonti (Teramo) |

|                      |           |                       |
| De Simone 38’ (rig.) | Marcatori | 80’ (rig.) Gasparetto |

| Lumezzane 9 ottobre 2002 6ª giornata | Lumezzane             | 0 – 0 | Varese | Nuovo Stadio Comunale\| Arbitro: \| Ciancaleoni (Foligno) \| |
| Arbitro:                             | Ciancaleoni (Foligno) |       |        |                                                              |

| Arbitro: | Landolfo (Frattamaggiore) |

|  |           |                      |
|  | Marcatori | 39’ (rig.) De Simone |

| Arbitro: | Ferraro (Crotone) |

|                                       |           |                                        |
| Rinaldini 47’ Nielsen 86’ Ragatzu 93’ | Marcatori | 42’ Succi 52’ Ginestra 80’, 82’ Sotgia |

| Arbitro: | Mariuzzo (Venezia) |

|               |           |  |
| Carruezzo 62’ | Marcatori |  |

| Arbitro: | Lops (Torino) |

|                            |           |             |
| Frati 37’ Varricchio 90+2’ | Marcatori | 43’ Lorieri |

| Arbitro: | Pantana (Macerata) |

|               |           |                 |
| Benhassen 57’ | Marcatori | 73’, 95’ Alessi |

| Arbitro: | Nicoletti (Macerata) |

|                                      |           |  |
| Chiaretti 19’ Piccoli 52’ Myrtaj 66’ | Marcatori |  |

| Arbitro: | Zanzi (Lugo di Romagna) |

|                          |           |                        |
| Fiumicelli 32’ Zebic 73’ | Marcatori | 59’ Anzalone 84’ Torri |

| Arbitro: | Lena (Ciampino) |

|                                                   |           |            |
| Gorini 28’ (aut.) Pizzi 35’ Minetti 37’, 57’, 56’ | Marcatori | 3’ Lorieri |

| Arbitro: | Ciliberto (Merano) |

|                                  |           |  |
| Lorieri 67’ De Simone 94’ (rig.) | Marcatori |  |

| Arbitro: | Ioseffi (Siena) |

|  |           |             |
|  | Marcatori | 54’ Lorieri |

| Arbitro: | Landolfo (Frattamaggiore) |

|                |           |                |
| Fiumicelli 87’ | Marcatori | 71’ Dall'Acqua |

#### Girone di ritorno
| Arbitro: | Caristia (Siracusa) |

|  |           |              |
|  | Marcatori | 13’ N. Russo |

| Arbitro: | G. Rubino (Salerno) |

|  |           |                                         |
|  | Marcatori | 20’ Mirabelli 34’ Lorieri 87’ Sassarini |

| Varese 19 gennaio 2002 20ª giornata | Varese           | 0 – 0 | Pistoiese | Stadio Franco Ossola\| Arbitro: \| Masiero (Mestre) \| |
| Arbitro:                            | Masiero (Mestre) |       |           |                                                        |

| Arbitro: | Herberg (Messina) |

|                                 |           |            |
| Lorenzini 14’, 47’ Bellotto 18’ | Marcatori | 57’ Rinino |

| Arbitro: | Vicinanza (Albenga) |

|                      |           |              |
| Mirabelli 69’ (rig.) | Marcatori | 19’ Raimondi |

| Arbitro: | Finazzi (Torino) |

|                       |           |  |
| Gasparetto 71’ (rig.) | Marcatori |  |

| Arbitro: | Bernardoni (Modena) |

|                                   |           |                            |
| Pellicori 5’ Nigro 53’ Rinino 57’ | Marcatori | 52’ Marzullo 56’ Peccarisi |

| Padova 2 marzo 2003 25ª giornata | Padova        | 0 – 0 | Varese | Stadio Euganeo\| Arbitro: \| Lops (Torino) \| |
| Arbitro:                         | Lops (Torino) |       |        |                                               |

| Arbitro: | Celi (Bari) |

|  |           |                |
|  | Marcatori | 51’ F. Piccolo |

| Arbitro: | Squillace (Catanzaro) |

|            |           |                    |
| Gorini 46’ | Marcatori | 53’ (rig.) Ambrosi |

| Arbitro: | M. Mazzoleni (Bergamo) |

|                                          |           |                              |
| Pandev 14’ Cangini 28’ Pisano 58’ (rig.) | Marcatori | 51’ Zirafa 75’ (rig.) Gorini |

| Varese 30 marzo 2003 29ª giornata | Varese                | 0 – 0 | Cesena | Stadio Franco Ossola\| Arbitro: \| Sacco (Civitavecchia) \| |
| Arbitro:                          | Sacco (Civitavecchia) |       |        |                                                             |

| Arbitro: | Ferrandini (Sondrio) |

|                           |           |                                                          |
| Foschini 78’ Anzalone 89’ | Marcatori | 11’ (aut.) Foschini 14’ Zirafa 26’ Fiumicelli 88’ Rinino |

| Arbitro: | Pierpaoli (Firenze) |

|                      |           |                              |
| Porro 66’ Zirafa 88’ | Marcatori | 20’ (rig.), 54’ Giandomenico |

| Carrara 27 aprile 2003 32ª giornata | Carrarese                  | 0 – 0 | Varese | Stadio dei Marmi\| Arbitro: \| Santucci (Reggio Calabria) \| |
| Arbitro:                            | Santucci (Reggio Calabria) |       |        |                                                              |

| Arbitro: | Romeo (Verona) |

|  |           |            |
|  | Marcatori | 8’ Ruopolo |

| Arbitro: | Italiani (L'Aquila) |

|                        |           |  |
| Marchesan 10’ Orsi 80’ | Marcatori |  |

### Play-out
| Arbitro: | Squillace (Catanzaro) |

|                   |           |           |
| Gorini 69’ (aut.) | Marcatori | 4’ Rinino |

| Arbitro: | Nicoletti (Macerata) |

|            |           |                |
| Rinino 80’ | Marcatori | 87’ Piovanelli |

### Coppa Italia Serie C

#### Girone B
| Arbitro: | Bernardoni (Modena) |

|                                                      |           |                                |
| Pascali 11’ Nordi 27’ (rig.) Spader 54’ Quadrini 77’ | Marcatori | 25’, 72’ Majella 52’ De Simone |

| Arbitro: | P.S. Mazzoleni (Bergamo) |

|  |           |                                                  |
|  | Marcatori | 9’ Citterio 19’ M. Sala 68’ Malatesta 78’ Foglia |

| Arbitro: | Castagneri (Torino) |

|                        |           |                            |
| Cipolli 8’ Murgita 22’ | Marcatori | 48’ M. Ragatzu 64’ Rinaudo |

| 28 agosto 2002 4ª giornata |  | – Turno di riposo Varese |  |  |

| Arbitro: | Cigalotti (Milano) |

|                  |           |  |
| Fava Passaro 73’ | Marcatori |  |

## Statistiche

### Statistiche di squadra
| Competizione | Punti | In casa | In casa | In casa | In casa | In casa | In casa | In trasferta | In trasferta | In trasferta | In trasferta | In trasferta | In trasferta | Totale | Totale | Totale | Totale | Totale | Totale | DR  |
| Competizione | Punti | G       | V       | N       | P       | Gf      | Gs      | G            | V            | N            | P            | Gf           | Gs           | G      | V      | N      | P      | Gf     | Gs     | DR  |
| ------------ | ----- | ------- | ------- | ------- | ------- | ------- | ------- | ------------ | ------------ | ------------ | ------------ | ------------ | ------------ | ------ | ------ | ------ | ------ | ------ | ------ | --- |
| Serie C1     | 30    | 17      | 2       | 8       | 7       | 19      | 23      | 17           | 4            | 4            | 9            | 16           | 25           | 34     | 6      | 12     | 16     | 35     | 48     | -13 |
| Play-out     |       | 1       | 0       | 1       | 0       | 1       | 1       | 1            | 0            | 1            | 0            | 1            | 1            | 2      | 0      | 2      | 0      | 2      | 2      | 0   |
| Coppa Italia |       | 2       | 1       | 0       | 1       | 1       | 4       | 2            | 1            | 1            | 0            | 4            | 2            | 4      | 2      | 1      | 1      | 5      | 6      | -1  |
| Totale       |       | 20      | 3       | 9       | 8       | 21      | 28      | 20           | 5            | 6            | 9            | 21           | 28           | 40     | 8      | 15     | 17     | 42     | 56     | -14 |

### Statistiche dei giocatori
| Giocatore       | Serie C1 | Serie C1 | Play-out | Play-out | Coppe Italia Serie C | Coppe Italia Serie C | Totale   | Totale |
| Giocatore       | Presenze | Reti     | Presenze | Reti     | Presenze             | Reti                 | Presenze | Reti   |
| --------------- | -------- | -------- | -------- | -------- | -------------------- | -------------------- | -------- | ------ |
| M. Apolloni     | 5        | 0        | 2        | 0        | -                    | -                    | 7        | 0      |
| S. Avallone     | 28       | 0        | 2        | 0        | ?                    | ?                    | 30+      | 0+     |
| R. Bandirali    | 27       | 0        | 2        | 0        | ?                    | ?                    | 29+      | 0+     |
| M. Benhassen    | 4        | 1        | ?        | ?        | ?                    | ?                    | 4+       | 1+     |
| S. Brognoli     | 3        | 0        | -        | -        | ?                    | ?                    | 3+       | 0+     |
| G. Cavalliere   | 1        | -2       | 0        | 0        | ?                    | ?                    | 1+       | -2+    |
| T. Chiecchi     | 10       | 0        | 2        | 0        | -                    | -                    | 12       | 0      |
| N. Cinalli      | 0        | 0        | 0        | 0        | ?                    | ?                    | 0+       | 0+     |
| E. Dei          | 32       | -44      | 2        | -2       | ?                    | ?                    | 34+      | -46+   |
| M. De Simone    | 13       | 5        | -        | -        | ?                    | ?                    | 13+      | 5+     |
| P. Ferraresso   | 10       | 0        | -        | -        | ?                    | ?                    | 10+      | 0+     |
| E. Fiumicelli   | 21       | 3        | 1        | 0        | ?                    | ?                    | 22+      | 3+     |
| S. Garzon       | 12       | 0        | 2        | 0        | -                    | -                    | 14       | 0      |
| G. Gentilini    | 22       | 0        | 2        | 0        | ?                    | ?                    | 24+      | 0+     |
| E. Gorini       | 28       | 2        | 2        | 0        | ?                    | ?                    | 30+      | 2+     |
| A. Gruttadauria | 8        | 0        | 0        | 0        | -                    | -                    | 8        | 0      |
| L. Larsen       | 6        | 0        | -        | -        | ?                    | ?                    | 6+       | 0+     |
| F. Lorieri      | 17       | 5        | 2        | 0        | ?                    | ?                    | 19+      | 5+     |
| R. Majella      | 5        | 0        | -        | -        | ?                    | ?                    | 5+       | 0+     |
| W. Mirabelli    | 10       | 2        | 0        | 0        | ?                    | ?                    | 10+      | 2+     |
| A. Nigro        | 21       | 1        | 0        | 0        | ?                    | ?                    | 21+      | 1+     |
| G. Nincheri     | 19       | 0        | 0        | 0        | ?                    | ?                    | 19+      | 0+     |
| A. Nielsen      | 6        | 1        | ?        | ?        | ?                    | ?                    | 6+       | 1+     |
| S. Novkovic     | 5        | 0        | -        | -        | ?                    | ?                    | 5+       | 0+     |
| A. Pellicori    | 9        | 1        | 0        | 0        | -                    | -                    | 9        | 1      |
| G. Porro        | 14       | 1        | 2        | 0        | ?                    | ?                    | 16+      | 1+     |
| S. Presotto     | 5        | 0        | -        | -        | ?                    | ?                    | 5+       | 0+     |
| M. Ragatzu      | 12       | 3        | 0        | 0        | ?                    | ?                    | 12+      | 3+     |
| M. Rinaldini    | 14       | 1        | -        | -        | ?                    | ?                    | 14+      | 1+     |
| L. Rinaudo      | 7        | 0        | -        | -        | ?                    | ?                    | 7+       | 0+     |
| M. Rinino       | 22       | 3        | 2        | 2        | ?                    | ?                    | 24+      | 5+     |
| G. Sannino      | 1        | -2       | 0        | 0        | ?                    | ?                    | 1+       | -2+    |
| C. Sassarini    | 17       | 1        | 1        | 0        | ?                    | ?                    | 18+      | 1+     |
| I. Tolotti      | 26       | 0        | 2        | 0        | ?                    | ?                    | 28+      | 0+     |
| Z. Zebic        | 19       | 1        | ?        | ?        | ?                    | ?                    | 19+      | 1+     |
| P. Zirafa       | 11       | 3        | 2        | 0        | -                    | -                    | 13       | 3      |